# بانیانی، اوب
بانیانی (به صربی: Banjani) یک روستا در صربستان است که در Ub Municipality واقع شده‌است.
 بانیانی ۱۹٫۴۷ کیلومتر مربع مساحت و ۱٬۱۲۴ نفر جمعیت دارد و ۱۱۴ متر بالاتر از سطح دریا واقع شده‌است.